# Robert Williams Wood
Robert Williams Wood (Concord, 2 de mayo de 1868 - Amityville, 11 de agosto de 1955) fue un físico experimental e inventor estadounidense que realizó contribuciones fundamentales en el campo de la óptica. Profesor de física experimental en la Universidad Johns Hopkins desde 1901, fue conocido a nivel mundial por su trabajo al desacreditar la existencia de los rayos N y un pionero de la fotografía infrarroja y ultravioleta. Las patentes y los trabajos teóricos que desarrolló contribuyeron a la comprensión moderna de la naturaleza y la física de la radiación ultravioleta e hicieron posible los innumerables usos de la fluorescencia ultravioleta que se hicieron populares después de la Primera Guerra Mundial.

## Biografía
Robert W. Wood, nacido en Concord, Massachusetts, asistió a The Roxbury Latin School  con la intención inicial de convertirse en sacerdote. Sin embargo, decidió estudiar óptica  tras contemplar una noche una rara aurora brillante, creyendo que el efecto era causado por "rayos invisibles". En su búsqueda por encontrar esos "rayos invisibles", Wood estudió y obtuvo varios títulos en física de la Universidad de Harvard, el Instituto de Tecnología de Massachusetts y la Universidad de Chicago. De 1894 a 1896, trabajó con Heinrich Rubens en la Universidad de Berlín.
Wood regresó a los EE. UU., donde enseñó brevemente en la Universidad de Wisconsin y finalmente se convirtió en profesor a tiempo completo de "física óptica" en la Universidad Johns Hopkins desde 1901 hasta su muerte. Trabajó con Alfred Lee Loomis en Tuxedo Park (Nueva York).
Escribió muchos artículos sobre espectroscopia, fosforescencia y difracción, aunque es principalmente conocido por sus trabajos sobre la luz ultravioleta.
Otras de sus contribuciones dignas fundamentales fue su desacreditación de los rayos N en 1904. El físico francés Prosper-René Blondlot afirmó haber descubierto una nueva forma de radiación similar a los rayos X, a la que llamó rayos N. Algunos físicos informaron haber reproducido exitosamente sus experimentos; otros informaron que habían fracasado. Al visitar el laboratorio de Blondlot a instancias de la revista Nature, Wood eliminó a escondidas un prisma que era esencial en el aparato de Blondlot durante una demostración. El efecto no se desvaneció, mostrando que los rayos N siempre habían sido autoengaños por parte de Blondlot.

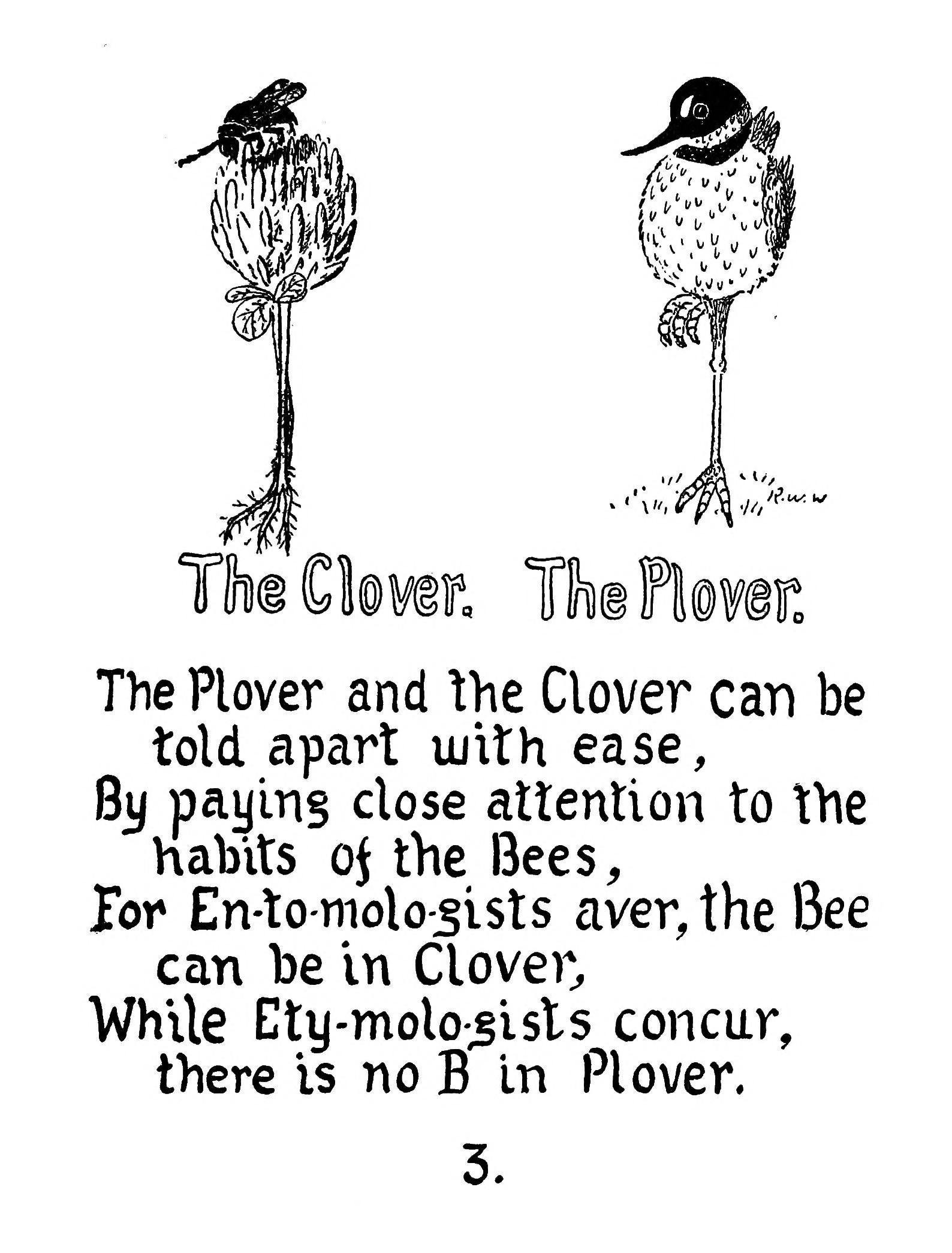
El trébol (Clover) y el chorlito (Plover), ilustración y verso de How to Tell the Birds from the Flowers (1907). (Véase: nature fakers controversy)

Wood identificó un área de muy bajo albedo (reflectividad, que es la mayor parte del ultravioleta que es absorbido) ultravioleta en la región de la meseta Aristarco en la Luna, que él sugirió que se debía al alto contenido de azufre. El área continúa llamándose Wood's Spot. En 1909, Wood construyó el primer telescopio astronómico de espejo líquido práctico, haciendo girar el mercurio para formar una forma paraboloidal, e investigó sus beneficios y limitaciones. Wood ha sido considerado el «padre de la fotografía infrarroja y ultravioleta». Aunque el descubrimiento de la radiación electromagnética más allá del espectro visible y el desarrollo de emulsiones fotográficas capaces de registrarlas son anteriores Wood, fue el primero en producir fotografías intencionalmente con radiación infrarroja y ultravioleta. En 1903 desarrolló un filtro óptico, el cristal de Wood, que era opaco a la luz visible pero transparente a los rayos ultravioleta e infrarrojos, y aun se usa en las luces negras de hoy en día. El lo usó para fotografiar el ultravioleta, pero también sugirió su uso para comunicación secreta. También fue la primera persona en fotografiar fluorescencia en el ultravioleta. También desarrolló una lámpara ultravioleta, que es ampliamente conocida como la lámpara de Wood en medicina. El aspecto brillante ligeramente surrealista del follaje en las fotografías infrarrojas se denomina efecto Wood.
Wood también es autor de obras no técnicas. En 1915, coescribió una novela de ciencia ficción, The Man Who Rocked the Earth [El hombre que sacudió la tierra], junto con Arthur Train. Su secuela, The Moon Maker, se publicó el año siguiente. Wood también escribió e ilustró dos libros de libros de versos infantiles, How to Tell the Birds from the Flowers (1907) [Cómo distinguir a los pájaros de las flores], y Animal Analogues (1908) [Análogos animales].
Wood también participó en la investigación de varios delitos, incluido el atentado de Wall Street.
Wood se casó con Gertrude Hooper Ames en 1892 en San Francisco. Ella era la hija de Pelham Warren y Augusta Hooper (Wood) Ames, y nieta de William Northey Hooper y el juez de la Corte Suprema de Massachusetts Seth Ames. Rober W. Wood murió en Amityville (Nueva York).

## Semblanza
Sus campos de interés incluían la espectroscopia de Raman, los campos de emisión, la óptica y la elaboración de las llamadas "rejillas de difracción", cuyo efecto óptico sería luego denominado "anomalía de Wood". Ganó la Medalla Henry Draper de la Academia Nacional de Ciencias de Estados Unidos en 1940 por su contribución a la astrofísica.
Publicó una serie de libros, como Óptica Física (1905) y un libro de humor, disfrazado de texto naturalista, denominado How to tell the Birds from the Flowers: A revised Manual of Flornithology for Beginners [Como distinguir a los pájaros de las flores: Un manual revisado de flornitología para principiantes] (1907).
Carl Sagan contó de Wood la siguiente anécdota: 

Hace muchas décadas, en una cena, se pidió al físico Robert W. Wood que respondiera al brindis: 'Por la física y la metafísica.» Por «metafísica» se entendía entonces algo así como filosofía, o verdades que uno puede reconocer sólo pensando en ellas. También podían haber incluido a la pseudociencia. Wood respondió aproximadamente de esta manera:
El físico tiene una idea. Cuanto más piensa en ella, más sentido le parece que tiene. Consulta la literatura científica. Cuanto más lee, más prometedora le parece la idea. Con esta preparación va al laboratorio y concibe un experimento para comprobarlo. El experimento es trabajoso. Se comprueban muchas posibilidades. Se afina la precisión de la medición, se reducen los márgenes de error. Deja que los casos sigan su curso. Se concentra sólo en lo que le enseña el experimento. Al final de todo su trabajo, después de una minuciosa experimentación, se encuentra con que la idea no tiene valor. Así, el físico la descarta, libera su mente de la confusión del error y pasa a otra cosa. La diferencia entre física y metafísica, no es que los practicantes de una sean más inteligentes que los de la otra. La diferencia es que la metafísica no tiene laboratorio

## Fotografía de las ondas sonoras

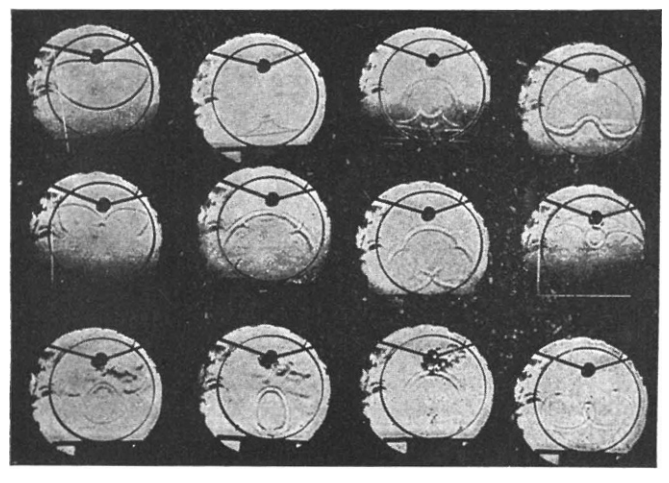
Fotografías de ondas sonoras generadas por chispas y sus reflexiones.

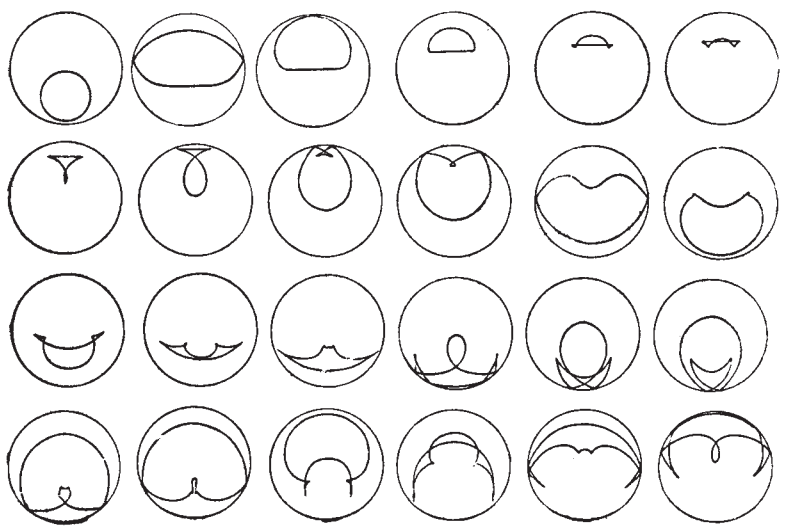
Bocetos de frentes de onda observados a partir de fotografías.

Su primera contribución al campo de los ultrasonidos fue la fotografía de las ondas sonoras. El área de investigación principal de Wood era la óptica física, pero se encontró confrontado con el problema de demostrar a sus estudiantes la naturaleza ondulatoria de la luz sin recurrir a abstracciones matemáticas, que no le interesaban demasiado. Por lo tanto, resolvió fotografiar las ondas sonoras emitidas por una chispa eléctrica como una analogía a las ondas de luz. Utilizó una chispa eléctrica porque no produce un tren de ondas, sino un único frente de ondas, por lo que es mucho más fácil de estudiar y visualizar. Aunque no fue pionero de este método, un honor que pertenece a August Toepler, hizo estudios más detallados de las ondas de choque y sus reflexiones que Toepler.

## Ultrasonidos de alta potencia
Después de haber hecho estas contribuciones, Wood volvió a la óptica física, y su interés por "la supersónica" permaneció inactivo durante bastante tiempo. Con la entrada de América en la Primera Guerra Mundial, a Wood, como a muchos otros científicos, se le pidió que contribuyera al esfuerzo de guerra. Después de un puñado de otras ideas, solicitó dedicar su trabajo a la obra de Paul Langevin, quien estaba investigando los ultrasonidos como un método para detectar submarinos. Mientras estaba en el laboratorio de Langevin, observó cómo los ultrasonidos de alta potencia causan la formación de burbujas de aire en el agua, y cómo los peces mueren o una mano sufre un dolor abrasador si se pone en la línea de propagación del haz sonoro. Esto despertó su interés por los ultrasonidos de alta potencia. Más tarde, en 1926, Wood relató los experimentos de Langevin a Loomis, y ambos colaboraron en nuevos experimentos de ultrasonidos de alta intensidad, que resultarían ser la principal contribución de Wood en este campo.
La disposición del experimento fue llevada a cabo con un oscilador de 2 kW diseñado para un horno, permitiendo la generación de energías de salida muy altas. Las frecuencias que utilizaron fueron de 100 kHz a 700 kHz. La visualización más impresionante de la potencia de salida del dispositivo es quizás la evidencia de cómo las ondas de sonido pueden vencer incluso la gravedad. Cuando la placa de cuarzo del transductor ultrasónico fue suspendida en aceite, el nivel del líquido se elevaba hasta 7 cm por encima del resto de la superficie. Mientras que con energías bajas, la elevación era baja y grumosa, con energías altas, subía hasta los 7 cm, y "su cumbre entraba en una erupción de gotas de aceite como un volcán en miniatura." Podía alcanzar alturas de entre 30 y 40 cm. Del mismo modo, cuando se colocó una placa de vidrio circular sobre la superficie del aceite, se pudieron poner hasta 150 g de peso externo en la parte superior de la placa de vidrio, soportada únicamente por la fuerza de las ondas de los ultrasonidos. Esto se logró mediante las ondas que se reflejan y rebotan entre el transductor y la placa de vidrio, permitiendo que cada onda generada comunicara su momento a la placa de vidrio varias veces.

## Algunas publicaciones
- Wood, R. W. (1909). «Note on the Theory of the Greenhouse». The London, Edinburgh and Dublin Philosophical Magazine and Journal of Science 17: 319–320.
- A new form of Cathode Discharge and the Production of X-Rays, together with some Notes on Diffraction. In: Physical Review 5: 1, 1897.
- Physical Optics. MacMillan, New York 1905.
- Researches in physical optics (v. 1) with special reference to the radiation of electrons. Columbia University Press, New York 1913.
- Researches in physical optics (v. 2) Resonance radiation and resonance spectra. Columbia University Press, New York 1919.

## Reconocimientos
- Miembro extranjero de la Royal Society.[1]

## Eponimia
- El cráter lunar Wood lleva este nombre en su memoria,[23] por haber descubierto que bajo fotografía ultravioleta el cráter tomaba una fisonomía distinta, reflejando un depósito de sulfitos no identificados con anterioridad.